# Loudoun Castle (Freizeitpark)
Koordinaten: 55° 36′ 38″ N, 4° 22′ 22″ W
Loudoun Castle ist ein Freizeitpark in Galston (East Ayrshire, Schottland,  Vereinigtes Königreich), der 1995 eröffnet wurde. Ende 1999 wurde der Park an den Schausteller Raymond Codona, der den Park 2003 an Henk Bembom verkaufte. Seit 2010 ist der Park geschlossen. Der Park befindet sich um die gleichnamige Ruine.

## Achterbahnen
| Name                 | Typ                                 | Hersteller   | Eröffnung | Schließung |
| -------------------- | ----------------------------------- | ------------ | --------- | ---------- |
| Crazy Croc           | Kinderachterbahn, Powered Coaster   | Wisdom Rides | 2001      | 2004       |
| Dragon               | Familienachterbahn, Powered Coaster | Zamperla     | 1990er    | 1990er     |
| Galaxy               | Stahlachterbahn ohne Inversionen    | S.D.C.       | 1999      | 2002       |
| Gold Rush            | Stahlachterbahn ohne Inversionen    | Zierer       | 2010      | 2010       |
| Rat                  | Wilde Maus                          | Maurer Rides | 2005      | 2009       |
| Slitherin'           | Stahlachterbahn ohne Inversionen    | Schwarzkopf  | 2002      | 2004       |
| Thunder Loop Express | Stahlachterbahn mit Inversion       | Schwarzkopf  | 1995      | 1998       |
| Twist and Shout      | Stahlachterbahn mit Inversion       | Schwarzkopf  | 2003      | 2010       |
| Wacky Worm           | Familienachterbahn, Big Apple       | unbekannt    | 1999      | 2002       |
| Wacky Worm           | Familienachterbahn, Big Apple       | I.E. Park    | 2003      | 2010       |
| Wilde Maus           | Holzachterbahn, Wilde Maus          | unbekannt    | 2000      | 2001       |